# Mashkim
El Mashkim era el funcionari judicial de Sumer que preparava els casos que es portaven a judici (semblant als jutges d'instrucció a Catalunya) i actuaven en tots els àmbits judicials, des l'administratiu i de registre, fins a l'execució de les sentències. Les sentències mai (o gairebé mai) eren dictades per un sol jutge sinó per uns quants jutges (pels casos principals un col·legi de set jutges).